# Stadsdienst Gouda
De stadsdienst Gouda is een openbaarvervoernetwerk dat de wijken van Gouda met elkaar en met het station van de NS verbindt.
Sinds 1968 werden werden deze lijnen geëxploiteerd door West Nederland, sinds 1 november 1994 Zuid-West-Nederland, sinds 10 mei 1999 Connexxion, sinds half december 2012 Arriva en sinds 15 december 2024 Qbuzz. De stadsdienst hoort bij de concessie Zuid-Holland Noord.

## Huidige buslijnen
| Lijn | Route                  | Via                                                    | Bijzonderheden                     |
| ---- | ---------------------- | ------------------------------------------------------ | ---------------------------------- |
| 1    | Station - Plaswijck    | De Mammoet                                             | In Plaswijck gekoppeld aan lijn 3. |
| 2    | Station - Westergouwe  |                                                        |                                    |
| 3    | Plaswijck - Goverwelle | Bloemendaal, Station, Centrum, Kort Haarlem, Oosterwei | In Plaswijck gekoppeld aan lijn 1. |

## Materieel
Op de stadsdienst wordt gereden met Iveco E-way 10.7 bussen. Deze worden ook op stadsBuzz Alphen aan den Rijn ingezet.
| Merk  | Type       | Series    | Bouwjaar | Status     | Inzet                                  | Opmerking | Afbeelding |
| ----- | ---------- | --------- | -------- | ---------- | -------------------------------------- | --------- | ---------- |
| Iveco | E-way 10.7 | 8001-8015 | 2024     | In gebruik | stadsBuzz Alphen aan den Rijn en Gouda |           |            |